# Rechtsbeugung
Die Rechtsbeugung ist im deutschen Recht die vorsätzlich falsche Anwendung des Rechts durch Richter, Amtsträger oder Schiedsrichter bei der Leitung oder Entscheidung einer Rechtssache zugunsten oder zum Nachteil einer Partei.
Die Strafbarkeit der Rechtsbeugung ist in § 339 StGB geregelt. Rechtsbeugung ist ein Verbrechen, das mit einer Freiheitsstrafe von mindestens einem und höchstens fünf Jahren bedroht ist. Da die Verurteilung zu einer Freiheitsstrafe von mindestens einem Jahr zwingend den Amtsverlust zur Folge hat (§ 24 Nr. 1 DRiG), führt eine Verurteilung wegen Rechtsbeugung regelmäßig dazu, dass der wegen Rechtsbeugung verurteilte Richter oder Staatsanwalt kraft Gesetzes sein Amt verliert, wenn nicht ausnahmsweise eine Strafrahmenverschiebung angewendet werden kann (so bei Rechtsbeugung durch Unterlassen gemäß §§ 13, 49 StGB). Wie stets bei Verbrechen ist der Versuch strafbar (§ 23 StGB). Unmittelbar geschütztes Rechtsgut ist zwar die innerstaatliche Rechtspflege, die Rechtsgüter der rechtsunterworfenen Bürger sind allerdings insoweit geschützt, als sie durch eine Rechtsbeugung unmittelbar benachteiligt werden.
Zweck des Rechtsbeugungstatbestandes ist die Statuierung der strafrechtlichen Verantwortlichkeit des Richters und damit das notwendige Gegengewicht zur Gewährung der richterlichen Unabhängigkeit. § 339 StGB unterwirft damit den Richter der Selbstkontrolle durch die von ihm mitrepräsentierte rechtsprechende Gewalt und der schwersten, weil strafrechtlichen Haftung. Allerdings besteht auch die Gefahr, dass mit Rechtsbeugungsanklagen Richter diszipliniert und zu einem bestimmten Bearbeitungs- und Erledigungsverhalten genötigt werden können. Bis zur Wiedervereinigung hat der Rechtsbeugungstatbestand ein „Schattendasein“ geführt, da NS-Täter nicht verfolgt oder zumindest nicht abgeurteilt wurden und Strafverfahren gegen bundesdeutsche Richter selten waren. Nach dem Ende der DDR spielte die Vorschrift bei der Bewältigung des SED-Unrechts eine wichtige Rolle.

## Geschichte
Vorschriften über Rechtsbeugung fanden sich im deutschsprachigen Raum zuerst in den Strafgesetzbüchern für Württemberg aus dem Jahr 1839, für Braunschweig aus dem Jahr 1840 und Hannover ebenfalls aus dem Jahr 1840. Die Vorschrift des geltenden deutschen Rechts geht ursprünglich auf § 314 des Preußischen Strafgesetzbuches von 1851 zurück. Nach dieser Vorschrift wurde mit Zuchthaus bis zu 5 Jahren ein Beamter bestraft, „welcher bei der Leitung oder Entscheidung von Rechtssachen vorsätzlich, zur Begünstigung oder Benachteiligung einer Partei, sich einer Ungerechtigkeit schuldig macht.“ Die entsprechende Regelung – nun mit der Formulierung „Beugung des Rechtes“ – wurde im Jahr 1870 als § 336 in das Strafgesetzbuch für den Norddeutschen Bund und sodann 1871 in das Reichsstrafgesetzbuch übernommen. Durch das Erste Strafrechtsreformgesetz vom 25. Juni 1969 wurde die Zuchthausstrafe durch die einheitliche Freiheitsstrafe ersetzt. Die heutige Gesetzesfassung stammt aus dem EGStB vom 2. März 1974. Durch eine Umformulierung im Vergleich zur vorherigen Gesetzesfassung ist klargestellt worden, dass absichtliches oder wissentliches Handeln nicht erforderlich ist, es genügt bedingter Vorsatz. Ursache für diese Umformulierung war, dass der BGH entgegen den Intentionen des Gesetzgebers den erforderlichen Vorsatz auf den direkten Vorsatz eingeschränkt hatte. Zudem wurde anstelle des früheren Beamten Richter und andere Amtsträger als mögliche Täter genannt. Mit der Bekanntmachung der Neufassung des Strafgesetzbuchs vom 13. November 1998 erfolgte eine Umnummerierung ohne inhaltliche Änderung von zuvor § 336 StGB auf nunmehr § 339 StGB. Der Begriff „das Recht beugen“ ist freilich älter. Er kommt in Friedrich Schillers Wilhelm Tell vor und wurde von Martin Luther an verschiedenen Stellen seiner Übersetzung des Alten Testaments verwendet (2 Mos 23,6 ).

## Definition

### Definition des Bundesgerichtshofs
Nach der ständigen Rechtsprechung des Bundesgerichtshofs stellt nicht jede unrichtige Rechtsanwendung eine Beugung des Rechts im Sinne von § 339 StGB dar. Nur der Rechtsbruch als elementarer Verstoß gegen die Rechtspflege solle unter Strafe gestellt sein. Rechtsbeugung begehe ein Amtsträger, der sich bewusst und schwerwiegend von Recht und Gesetz entfernt. Die bloße Unvertretbarkeit einer Entscheidung begründe eine Rechtsbeugung hingegen noch nicht.
Diese einschränkende Auslegung des Tatbestandes begründet der BGH vor allem mit der Notwendigkeit, die richterliche Unabhängigkeit zu schützen, mit dem Argument, es müsse verhindert werden, dass über den Umweg eines Strafverfahrens wegen Rechtsbeugung ein rechtskräftig entschiedener Fall erneut von der Justiz geprüft wird, und schließlich mit der hohen Strafdrohung, die einen besonders hohen Unwertgehalt der Tat voraussetze. Nach Ansicht des Bundesverfassungsgerichts wahrt die einschränkende Auslegung des Tatbestandes die Unabhängigkeit des Richters, weil sie sicherstelle, dass eine Verurteilung nicht schon wegen einer – sei es auch bedingt vorsätzlichen – Rechtsverletzung erfolgt, sondern erst dann, wenn sich der Richter bei seiner Entscheidung nicht allein an Gesetz und Recht orientiert.

### Kritik an der Definition des BGH
In der Rechtsliteratur wird Rechtsbeugung überwiegend weniger eng definiert. An der Definition des BGH wird kritisiert, dass die Formel des BGH vage sei und dass das Tatbestandsmerkmal des „bewussten“ Rechtsbruchs im objektiven Tatbestand fehl am Platz sei, darüber hinaus bestehe ein Widerspruch, wenn der BGH einerseits einen „bewussten“ Rechtsbruch verlangt, andererseits beim Vorsatz aber bedingten Vorsatz ausreichen lasse. Die Begründung des BGH, die enge Auslegung des Rechtsbeugungstatbestandes sei notwendig, um die richterliche Unabhängigkeit zu schützen und um zu verhindern, dass über den Umweg eines Strafverfahrens wegen Rechtsbeugung rechtskräftig abgeschlossene Verfahren neu aufgerollt würden, überzeuge nicht: Ein Bruch des Gesetzes könne nicht der Garantie der richterlichen Unabhängigkeit unterfallen, ein Schutz der Justiz vor zu häufiger Inanspruchnahme sei durch § 339 StGB nicht bezweckt.
Kritisiert wird weiter, die Judikatur schränke ihre strafrechtliche Selbstkontrolle ganz erheblich ein. Sie lasse eindeutige und vorsätzliche Rechtsverstöße der Richter in unklarem Ausmaß straflos. Unverkennbar sei das Bestreben, den Anwendungsbereich der Strafvorschrift möglichst weitgehend einzuschränken. Diese einengende Gesetzesauslegung gehe bis zur Gesetzwidrigkeit. § 339 StGB diene in erster Linie nicht, wie der BGH geradezu sinnwidrig behauptet habe, der Sicherung der richterlichen Unabhängigkeit, sondern ziele umgekehrt auf die Sicherung und Wahrung der Verantwortlichkeit des Richters und damit auf die richterliche Achtung von Gesetz und Recht (Art. 20 Abs. 3 und Art. 97 Abs. 1 GG). Denn die richterliche Freiheit müsse dort eine Grenze haben, wo die Unabhängigkeit in Verantwortungslosigkeit ausgeartet, der Wille des Gesetzgebers sogar vorsätzlich missachtet sei. Die Rechtsprechung habe ihre verfassungsrechtliche Bindung an das Gesetz gelockert. Dem § 339 StGB sei seine „rechtsstaatlich zentrale Stellung“ genommen. Denn die Einschränkung des Tatbestandes sei erheblich und zugleich unberechenbar. Die Anzahl der Verurteilungen könne man daher an einer Hand abzählen.
Dieser Kritik wird freilich entgegengehalten, dass angesichts der Schwere der Rechtsfolgen eine Verurteilung wegen Rechtsbeugung bei Verstößen minderen Gewichts, die sich im Ergebnis nicht als ungerecht erweisen, unangemessen sein könne. Gegen die daraus abgeleitete Forderung nach Senkung des Strafrahmens und Herabstufung zum Vergehen spräche, dass eine Herabstufung der Rechtsbeugung zum Vergehen der Rechtsfriedensfunktion der Rechtsprechung nicht gerecht werde. So sei es keinem Bürger zuzumuten, dass seine Sache von einem wegen Rechtsbeugung vorbestraften Richter entschieden werde.
Vereinzelt findet die Definition des BGH in der rechtswissenschaftlichen Literatur auch Zustimmung. Einbußen an juristischer Bewertungsgewissheit seien vielfach strukturelle Kennzeichen moderner Gesetzgebung. In der Rechtswirklichkeit werde zunehmend vom Richter nicht mehr nur Auslegung des Rechts, sondern Rechtsfortbildung erwartet. Daher könne es nicht ausreichen, die Unvertretbarkeit einer Entscheidung zum objektiven Tatbestandsmerkmal einer Rechtsbeugung zu machen. Eine Anklage wegen Rechtsbeugung sei in einem Rechtsstaat keine akzeptable Maßnahme zur Fehlerkorrektur: Alle Menschen, auch Richter, machen Fehler, und Anklagen wegen Rechtsbeugung, die sich im Nachhinein als unbegründet herausstellen, führten zu einer Verunsicherung der Richter. Dies sei aber nicht im Interesse der Rechtssuchenden.

### Andere Definitionen
In der rechtswissenschaftlichen Literatur werden verschiedene Versuche unternommen, den Tatbestand der Rechtsbeugung zu definieren.
Nach der in der Literatur herrschenden sogenannten objektiven Theorie ist der objektive Tatbestand der Rechtsbeugung dann erfüllt, wenn der Richtende das Recht objektiv falsch anwendet und es sich um einen eindeutigen Rechtsverstoß handelt (also nicht verschiedene Handlungen oder Auslegungen des Rechts vertretbar sind).
Nach der sogenannten subjektiven Theorie liegt Rechtsbeugung nur dann vor, wenn die Rechtsanwendung im bewussten Widerspruch zur Überzeugung des Richtenden steht.
Nach einer dritten Theorie besteht die Rechtsbeugung im Verstoß gegen die pflichtgemäß erlangte Rechtsauffassung des Richters.

## Einzelheiten

### Täter
Rechtsbeugung ist ein sogenanntes Sonderdelikt, also ein Delikt, das nicht jedermann, sondern nur ein bestimmter Personenkreis begehen kann. An erster Stelle kommt als Täter der Richter in Betracht, und zwar neben Berufsrichtern auch ehrenamtliche Richter (§ 11 Abs. 1 Nr. 3 StGB). Auch andere Amtsträger im Sinne des § 11 Abs. 1 Nr. 2 StGB können Täter einer Rechtsbeugung sein, sofern sie eine Rechtssache zu leiten und zu entscheiden haben. Zu solchen Amtsträgern sind Rechtspfleger und Staatsanwälte zu rechnen. Bei der Abgrenzung, ob ein sonstiger Amtsträger vom Täterkreis der Rechtsbeugung erfasst sein kann, ist nicht die Amtsstellung oder Bezeichnung entscheidend, sondern die konkrete Funktion des Amtsträgers. Eine entsprechende Funktion kann dann angenommen werden, wenn der Amtsträger seiner Funktion nach unabhängig entscheiden soll, tatsächliche Weisungsungebundenheit ist allerdings nicht erforderlich. In Fällen, in denen der Amtsperson ein gerichtlich nicht überprüfbarer Beurteilungsspielraum auf Tatbestandsseite zusteht, kann dies vermutet werden. Ein Finanzbeamter, der Steuern festzusetzen hat, kann hingegen nicht als Täter einer Rechtsbeugung in Betracht kommen, da das Festsetzungsverfahren zu wenig förmlich und rechtlich durchgeformt ist. Täter einer Rechtsbeugung kann nach dem Wortlaut des Gesetzes hingegen auch ein Schiedsrichter im Sinne des 10. Buchs der Zivilprozessordnung sein. Als Amtsträger kommen auch die Mitglieder in der Bundesprüfstelle für jugendgefährdende Schriften oder in staatlichen Prüfungskommissionen in Betracht. Auch ein Mitarbeiter einer Bußgeldbehörde, der eine inhaltliche Entscheidung im Rahmen der ihm grundsätzlich eingeräumten Entscheidungsmöglichkeiten fällt, kann Täter einer Rechtsbeugung sein.

### Tathandlung
Tathandlung ist die falsche Anwendung des Rechts. Unter Recht ist zunächst das Gesetzesrecht zu verstehen, daneben auch das Gewohnheitsrecht und das von den Parteien geschaffene Vertragsrecht (beispielsweise Allgemeine Geschäftsbedingungen oder Tarifverträge). Auch sogenanntes überpositives Recht (Naturrecht) ist nach herrschender Ansicht Recht im Sinne des § 339 StGB, wobei die Anwendung des Rechtsbeugungstatbestandes wegen Verletzung überpositiven Rechts nur in Betracht kommt, wenn sich positives Recht als offenkundig gesetzliches Unrecht erweist, indem es unter Missachtung der Menschenwürde Gerechtigkeit nicht einmal mehr anstrebt.
Als Tathandlung kommt in Betracht die Verletzung materiellen Rechts (etwa falsche Rechtsanwendung, Anwendung ungültiger Gesetze oder die Nichtanwendung gültiger Gesetze), aber auch die Verletzung von Verfahrensrecht (etwa die Nichterhebung von Beweisen, die Überschreitung von Fristen, die Verletzung des Beschleunigungsgrundsatzes). Auch das bewusste Verschweigen rechtserheblicher Tatsachen und die bewusst falsche Feststellung des Sachverhalts stellt eine Rechtsbeugung dar.
Bei Verletzung des Verfahrensrechts durch Unterlassen (§ 13 Abs. 1 StGB) kommt eine Rechtsbeugung dann in Betracht, wenn die Handlung eindeutig geboten war, insbesondere wenn gegen eine zwingende Rechtsnorm verstoßen wurde (etwa im Strafprozessrecht gegen § 115 StPO oder im Verwaltungsprozessrecht gegen den Bescheidungszwang gemäß § 113  Absatz 5 Satz 2 VwGO), wenn besondere Umstände sofortiges Handeln zwingend geboten, etwa zur Unterbrechung sonst eintretender Verjährung oder wenn die zögerliche Bearbeitung auf sachfremden Erwägungen zum Vorteil oder zum Nachteil einer Partei beruhten. Wird sonst ein Verfahren lediglich verzögert, liegt in der Regel noch keine Rechtsbeugung vor, auch wenn die Verzögerung unvertretbar war.  Bei einer Verletzung von Verfahrensrecht ist bei der Prüfung, ob eine Rechtsbeugung vorliegt, neben dem Ausmaß und der Schwere der Rechtsverletzung insbesondere auch von Bedeutung, welche Folgen der Verstoß gegen das Verfahrensrecht für die Partei hatte, inwieweit die Entscheidung materiell rechtskonform blieb und von welchen Motiven sich der Richter leiten ließ.
In jüngster Zeit wird diskutiert, inwieweit die vorsätzliche Missachtung gesetzlicher Vorschriften bei Verständigungen im Strafverfahren den Tatbestand der Rechtsbeugung erfüllen. Nach Ansicht von Volker Erb ist dies zwar nicht bei einer bloßen Missachtung der spezifischen Vorschriften über die Verständigung der Fall, wohl aber dann, wenn Rechtspositionen des Angeklagten spürbar beeinträchtigt werden oder der staatliche Strafanspruch spürbar verkürzt wird. Als Fallgruppen nennt er einen unrichtigen Schuldspruch, eine offenkundig nicht im Rahmen des Tat- und Schuldangemessenen liegende Strafe, das Unterlassen einer gebotenen Maßregelanordnung, ferner der Einsatz der „Sanktionsschere“ zur Einschüchterung des Angeklagten, um ihn zu einem Geständnis zu veranlassen, die – verabredete – Verurteilung des Angeklagten auf der Grundlage eines inhaltsleeren „Formalgeständnisses“ oder auf der Grundlage eines Geständnisses, das das Gericht nicht auf innere Schlüssigkeit und möglichen Widerspruch zum Akteninhalt prüft, sowie die Vereitelung der Überprüfbarkeit der – auf einer Verständigung beruhenden – Entscheidung dadurch, dass die Absprache heimlich getroffen wird, damit ein abgesprochener Rechtsmittelverzicht nicht an § 302 Satz 2 StPO scheitert. Ähnlich argumentiert Thomas Fischer: Wer jenseits der gesetzlichen, vom Bundesverfassungsgericht präzisierten, Regelungen informelle „Deals“ abschließe, beuge das Recht. Das gelte insbesondere für die Missachtung der Transparenz- und Mitteilungsgebote, Nötigung zum Rechtsmittelverzicht und Fälschung des Hauptverhandlungsprotokolls.
Die Tat muss begangen werden bei der Leitung und Entscheidung einer Rechtssache. Dies setzt ein geregeltes Verfahren voraus, in welchem nicht nur eine staatliche Tätigkeit nach Rechtsgrundsätzen vorgenommen wird, sondern das Wesen der Tätigkeit in der Rechtsanwendung liegt. Bei Entscheidungen über die Bewilligung von Beratungshilfe liegen diese Voraussetzungen nicht vor, da über die Berechtigung der Inanspruchnahme von Beratungshilfe im Verwaltungsbereich entschieden wird.
Die Rechtsbeugung muss zum Vorteil oder zum Nachteil einer Partei erfolgen. Bei der Verletzung von Normen über das Verfahren ist es daher erforderlich, dass durch den Verfahrensverstoß wenigstens die konkrete Gefahr einer falschen Entscheidung begründet wird, ohne dass durch die Verfahrensverletzung ein Vor- oder Nachteil tatsächlich eingetreten sein muss.

### Kollegialspruchkörper
Die Voraussetzungen, unter denen in Spruchkörpern, die aus mehreren Richtern bestehen, ein einzelner Richter Rechtsbeugung begehen kann, sind umstritten.
Bei Entscheidungen, die nur einstimmig ergehen können (etwa § 522 Abs. 2 ZPO, § 349 Abs. 2 und Abs. 4 StPO, § 130a VwGO), steht allerdings die Verantwortlichkeit jedes Richters fest, sodass sich keine Besonderheiten ergeben.

#### Herrschende Meinung
Nach „verbreiteter Ansicht“ begeht ein Richter, der einer rechtsbeugerischen Entscheidung widerspricht, aber überstimmt wird, keine Rechtsbeugung und auch keine Beihilfe hierzu. Zur Begründung wird angeführt, dass Beugung des Rechts als Tathandlung nicht schon jede für ein Fehlurteil mitbedingende (kausale), sondern nur eine auch als rechtsverletzend bewertete Tätigkeit sei.

#### Andere Ansicht
Nach anderer Ansicht ist für die Frage, ob ein Richter Mittäter einer Rechtsbeugung im Kollegialgericht ist, auf die Mitwirkung an der schriftlichen Ausfertigung oder der mündlichen Verkündung der Entscheidung abzustellen: Wer durch seine Handlung zur Verwirklichung des Tatbestandes beitrage, erfülle den objektiven Tatbestand des entsprechenden Delikts. Da aber Entscheidungen von allen Berufsrichtern unterschrieben werden müssen und im Strafprozess ein Urteil nur in Anwesenheit aller Richter verkündet werden kann, erfülle jeder Richter, der die Entscheidung unterschreibt und bei der Verkündung der Entscheidung mitwirkt, den Tatbestand der Rechtsbeugung. Der überstimmte Richter handele auch vorsätzlich, wenn er den rechtsbeugerischen Charakter der Entscheidung erkenne. Ob er gegen die Entscheidung gestimmt habe und sie vielleicht innerlich ablehne, sei irrelevant. Die Strafbarkeit scheitere auch nicht am Fehlen einer rechtmäßigen Tatbestandsalternative. Eine Pflicht, am Zustandekommen einer verbrecherischen Entscheidung mitzuwirken, gebe es nicht. Auch Furcht vor nachteiligen Konsequenzen könne ein Mitwirken an einer rechtsbeugerischen Entscheidung nicht rechtfertigen. Auch sonst dürften sich Arbeitnehmer nicht an Straftaten beteiligen, um ihren Arbeitsplatz zu retten. Zudem werde von Richtern auf Grund ihres Berufes in gesteigertem Maße erwartet, die Verantwortung für Recht und Gerechtigkeit auch in schwierigen Situationen wahrzunehmen. Das Mitwirken an dem Inkraftsetzen einer rechtsbeugerischen Entscheidung solle auch Mittäterschaft und nicht nur Beihilfe begründen, da alle Richter die Entscheidung gemeinsam verantworten und die Mitwirkung jedes einzelnen Richters gerade nicht durch ein Mehrheitsvotum der anderen Richter ersetzt werden könne. Wenn man nur auf das Abstimmungsverhalten abstellen würde, hätten die Richter eine Blockade in der Hand, indem sie sich wechselseitig auf ihr Schweigerecht berufen.
Volker Erb fasst zusammen: „Die Annahme, wer in einem Kollegialgericht gegen eine rechtsbeugerische Entscheidung stimme, könne auch bei weiterer Mitwirkung an dieser nicht nach § 339 StGB bestraft werden, führt zu einem völlig absurden Ergebnis: Sie macht die strafrechtliche Ahndung der Rechtsbeugung und die damit verbundene notwendige Selbstreinigung der Justiz ausgerechnet in den denkbar gefährlichsten Fällen prinzipiell unmöglich – nämlich dort, wo die Mitglieder eines Kollegialgerichts einvernehmlich Unrecht sprechen, um sich anschließend ebenso einvernehmlich hinter der Unaufklärbarkeit des beratungsinternen Abstimmungsergebnisses zu verschanzen“. Die „Absurdität“ der herrschenden Meinung zeigt Erb durch folgendes Gedankenexperiment: „Unter dieser Voraussetzung wären z. B. auch die Berufsrichter und Schöffen einer Strafkammer, die unter Verhöhnung des Grundgesetzes und des geschriebenen Strafrechts ein Todesurteil verhängen, dessen sofortige Vollstreckung anordnen und dafür am Ende noch einen willfährigen Schergen finden, vor jeglicher Strafverfolgung geschützt!“

#### Beratungsgeheimnis und Aufklärung des Abstimmungsverhaltens
Das Beratungsgeheimnis (§ 43 DRiG) steht einer Beweisaufnahme über das Abstimmungsverhalten nicht entgegen, da das öffentliche Interesse an der Aufklärung eines Verbrechens schwerer wiegt als das mit dem Beratungsgeheimnis verfolgte Interesse an der Wahrung der Einheitlichkeit des Kollegiums und der Autorität richterlicher Entscheidungen. Auch der angeklagte Richter darf sich über das Abstimmungsverhalten äußern.
Umstritten ist, ob das Beratungsgeheimnis schon im Ermittlungsverfahren oder erst vor Gericht preisgegeben werden darf. Nach Ansicht des Oberlandesgerichts Naumburg darf das Beratungsgeheimnis nicht in einem Ermittlungsverfahren oder in Verfahren bei Verwaltungsbehörden preisgegeben werden. Solle ein Richter vor Gericht als Zeuge vernommen werden, so treffe diesen keine Aussagepflicht, ihm steht aber ein Aussagerecht zu. Ob und inwieweit der Richter über den Hergang bei Beratung und Abstimmung aussagt, bestimmt er nach pflichtgemäßem Ermessen selbst. Nach anderer Ansicht darf und muss das Beratungsgeheimnis (wenn der Richter nicht als Beschuldigter ein Schweigerecht oder wegen der Gefahr der Selbstbelastung ein Zeugnisverweigerungsrecht hat) schon im Ermittlungsverfahren preisgegeben werden, da andernfalls der Staatsanwaltschaft zugemutet werde, entweder das Verfahren trotz naheliegender Aufklärungsmöglichkeiten einzustellen oder aber eine Anklage ins Blaue hinein zu erheben.
Da möglicherweise nicht nachgewiesen werden kann, welche Richter die rechtsbeugerische Entscheidung getragen haben, wenn alle Mitglieder des Spruchkörpers sich nicht über ihr Abstimmungsverhalten äußern, sprechen Kritiker von einer „strukturellen Straflosigkeit“ und einem „Rechtsbeugungsprivileg“ des Kollegialgerichts. Nach Ansicht Fischers kann, wenn kein konkreter Anhaltspunkt für einen Dissens bei der Abstimmung besteht, nicht auf Grund einer nur theoretischen Möglichkeit der Zweifelssatz zugunsten aller Beteiligten zur Anwendung kommen.

### Teilnahmeformen
Rechtsbeugung kann auch in mittelbarer Täterschaft begangen werden. Ein instruktives Beispiel hierfür ist der „Regensburger-Standgerichts-Fall“, in welchem der Vorsitzende eines Standgerichts die nicht rechtskundigen Beisitzer bewusst über die Rechtslage täuschte und diese hierdurch veranlasste, ein Todesurteil zu fällen, selbst aber gegen das Urteil stimmte. Hier hat der Vorsitzende zum einen selbst das Recht gebeugt, zum anderen aber auch durch seine Beisitzer als Werkzeuge mittelbar das Recht gebeugt (ungleichartige Tateinheit). Ebenso ist Mittäterschaft möglich, wenn sich mehrere Mitglieder eines Kollegialgerichts gegenseitig darin bestärken, ein rechtsbeugerisches Urteil zu fällen. Personen, die nicht selbst eine Rechtssache leiten oder entscheiden, können gemäß § 28 Abs. 1 StGB Anstiftung oder Beihilfe zur Rechtsbeugung begehen. Dies gilt beispielsweise für den Staatsanwalt, der als Sitzungsvertreter in der Hauptverhandlung einen Antrag auf ein rechtsbeugerisches Strafurteil stellt. Umstritten ist, ob der Staatsanwalt, der im Ermittlungsverfahren einen Antrag auf Erlass eines rechtsbeugerischen Haftbefehls stellt, als Täter (da der Staatsanwalt Herr des Ermittlungsverfahrens ist) oder nur als Gehilfe (da der Haftbefehl vom Gericht erlassen wird) zu bestrafen ist. Die Unterscheidung von Anstiftung und Beihilfe richtet sich danach, ob das Gericht ohnehin zu der rechtsbeugerischen Entscheidung entschlossen ist (dann nur Beihilfe) oder ob es erst durch den Antrag zu der rechtsbeugerischen Handlung veranlasst wird (dann Anstiftung).

### Subjektiver Tatbestand
Gemäß § 15 StGB ist Rechtsbeugung nur strafbar, wenn sie vorsätzlich begangen wird, wobei bedingter Vorsatz ausreicht. Da die Rechtsprechung des BGH aber für die Handlung der Rechtsbeugung eine bewusste Falschanwendung des Rechts verlangt, kann entgegen dem Gesetzeswortlaut bei bloß bedingtem Vorsatz im Ergebnis nicht wegen Rechtsbeugung verurteilt werden, da ein bewusster Rechtsbruch mit bedingtem Vorsatz kaum vorstellbar ist. Ein Richter, der eine bewusst gesetzwidrige Entscheidung erlässt, begeht aber auch dann Rechtsbeugung, wenn er die Entscheidung für gerecht hält.
In seinem Urteil vom 22. Januar 2014 präzisierte der Bundesgerichtshof die Anforderungen an den subjektiven Tatbestand der Rechtsbeugung wie folgt: Der Täter müsse einerseits die Unvertretbarkeit seiner Rechtsansicht zumindest für möglich gehalten und billigend in Kauf genommen haben, andererseits müsse er sich der grundlegenden Bedeutung der verletzten Rechtsregel für die Verwirklichung von Recht und Gesetz bewusst gewesen sein. Bedingter Vorsatz reiche für das Vorliegen eines Rechtsverstoßes aus, während Bedeutungskenntnis im Sinne des direkten Vorsatzes hinsichtlich der Schwere des Rechtsverstoßes erforderlich sei. Entgegen der in der Literatur vertretenen Meinung enthalte daher die Differenzierung zwischen Rechtsverstoß und „Beugung des Rechts“ in objektiver Hinsicht sowie zwischen bedingtem Vorsatz und „bewusster Entfernung von Recht und Gesetz“ keinen Widerspruch.
Da der Richter gezwungen ist, eine Entscheidung zu treffen, liegt bedingter Vorsatz nicht schon dann vor, wenn der Richter sich trotz Zweifel an der Richtigkeit seiner Auffassung entscheidet, sondern erst dann, wenn er die mögliche Fehlerhaftigkeit der Entscheidung billigt. Aus dem bloßen Widerspruch zur höchstrichterlichen Rechtsprechung oder zur herrschenden Meinung allein lässt sich ein Rechtsbeugungsvorsatz nicht ableiten. Auch eine grob unrichtige Entscheidung legt nicht unbedingt die Annahme von Vorsatz nahe. Andererseits kann die konkrete Bedeutung der im Einzelfall verletzten Rechtsnorm indizielle Bedeutung für die Kenntnis des Richters von der Schwere des Rechtsverstoßes haben.
Der Vorsatz muss sich auf alle objektiven Tatbestandsmerkmale beziehen, insbesondere auch auf die falsche Anwendung des Rechts. Es wird mitunter als widersinnig kritisiert, dass bei der Rechtsbeugung der Irrtum über das Recht den Vorsatz entfallen lässt (Tatbestandsirrtum gemäß § 16 StGB) und damit zwingend zur Straflosigkeit führt, während bei allen anderen Straftatbeständen der Irrtum über das Recht als Verbotsirrtum gemäß § 17 StGB nur zum Wegfall der Schuld führt, und das auch nur, wenn der Irrtum unvermeidbar war, während ein vermeidbarer Irrtum nur zu einer Strafmilderung führen kann, aber nicht führen muss.

## Prozessuale Bedeutung

### Sperrwirkung
Nach der Rechtsprechung kommt dem Tatbestand der Rechtsbeugung zum Schutze der Unabhängigkeit der Rechtspflege eine Sperrwirkung zu: Wegen einer Tätigkeit bei der Leitung oder Entscheidung einer Rechtssache kann nach anderen Vorschriften (etwa wegen Freiheitsberaubung im Amt oder – bei der Verhängung der Todesstrafe durch NS- oder DDR-Richter – wegen Totschlags) nur verurteilt werden, wenn zugleich der Tatbestand der Rechtsbeugung erfüllt ist. Mit Urteil vom 13. Mai 2015 hat der BGH allerdings klargestellt, dass der bisherige Begründungsansatz für die Sperrwirkung des Rechtsbeugungstatbestands „weitgehend obsolet geworden“ sei, da durch die Neuformulierung des Tatbestandes mit Gesetz vom 2. März 1974 Rechtsbeugung auch bei bedingtem Vorsatz strafbar sei. Daher gelte die Sperrwirkung des Rechtsbeugungstatbestandes nicht für ein Handeln des Richters, das nicht erst im Zusammenhang mit einer nach außen hin zu treffenden Entscheidung, Anordnung oder Maßnahme der Verhandlungsleitung zur Erfüllung eines Straftatbestandes führt, sondern bereits für sich alleine gegen Strafgesetze verstößt. Jedenfalls für den Tatbestand der Urkundenfälschung greift daher die Sperrwirkung nicht mehr.

### Strafverfolgung
Da die Rechtsbeugung mit Freiheitsstrafe von einem Jahr bis zu fünf Jahren bestraft wird, ist sie ein Verbrechen (§ 12 Abs. 1 StGB). Sie ist ein Offizialdelikt. Wird ein Richter wegen Rechtsbeugung verurteilt, so endet sein Richterverhältnis mit der Rechtskraft des Urteils (§ 24 Nr. 1 DRiG). Die historische Strafverfolgungspraxis bewegt sich ohne erkennbare Systematik im politischen Spannungsfeld zwischen der Disziplinierung unliebsamer Kollegen und der Immunisierung der Richterschaft gegen jeden strafrechtlichen Vorwurf. Der Nachweis einer vorsätzlichen Rechtsbeugung ist tatsächlich schwierig und eine Verurteilung daher selten.

### Zivilrecht
Gemäß § 839 Abs. 2 Satz 1 BGB i. V. m. Art. 34 GG setzt ein Schadensersatzanspruch gegen den Dienstherrn des Richters wegen einer Amtspflichtverletzung bei einem Urteil voraus, dass die Amtspflichtverletzung in einer Straftat besteht.

## Beispielfälle aus der BGH-Rechtsprechung
- Urteil vom 23. Mai 1984:[60] Ein Jugendstaatsanwalt hatte Ermittlungsverfahren gegen Jugendliche eingestellt, nachdem er die Jugendlichen körperlich gezüchtigt hatte, ohne dies in den Akten zu vermerken. Der BGH hielt angesichts des eindeutig gesetzwidrigen Vorgehens des Staatsanwalts das Vorliegen von Rechtsbeugung für möglich und verwies die Sache zur weiteren Feststellung hinsichtlich des Vorsatzes an das Landgericht zurück. Im weiteren Verfahrensverlauf ist der Staatsanwalt wegen Rechtsbeugung verurteilt worden.
- Urteil vom 5. Dezember 1996:[61] Ein nicht zuständiger Amtsrichter hatte einem Beschuldigten Haftverschonung gewährt. Der BGH hob die Verurteilung des Amtsrichters wegen Rechtsbeugung auf, weil das Landgericht den Verfahrensfehlern des Amtsrichters zu viel Gewicht beigemessen hatte und keine ausreichenden Feststellungen zum Vorsatz getroffen hatte.
- Urteil vom 19. Dezember 1996:[62] Eine Amtsrichterin hatte in fünf Fällen in Ordnungswidrigkeitenverfahren wegen Geschwindigkeitsüberschreitungen kein Fahrverbot verhängt, obwohl das Rechtsbeschwerdegericht die vorangegangenen Entscheidungen der Richterin, in denen sie ebenfalls kein Fahrverbot verhängt hatte, aufgehoben hatte und obwohl jeweils ein Regelfall für die Verhängung eines Fahrverbots nach der Bußgeldkatalogverordnung vorlag. Der BGH bestätigte das Urteil des Landgerichts, in dem die Richterin freigesprochen wurde: Zum einen liege eine Verletzung des Verfahrensrechts (Missachtung der Bindungswirkung der vorangegangenen Entscheidung des Rechtsbeschwerdegerichts) nicht vor, außerdem stelle nicht jede Verletzung des Verfahrensrechts eine Rechtsbeugung dar.
- Urteil vom 20. September 2000:[63] Ein Amtsrichter, Direktor des Amtsgerichts, hatte zu Gunsten seiner Tochter eine verwaltungsprozessuale einstweilige Anordnung erlassen, obwohl die Sache nicht in die Zuständigkeit des Amtsgerichts, sondern des Verwaltungsgerichts fiel und er darüber hinaus als Vater der Antragstellerin kraft Gesetzes ausgeschlossen war. Der BGH stellte fest, dass das Vorgehen des Richters grob fehlerhaft war und dass Rechtsbeugung auch durch einen Verstoß gegen Verfahrensvorschriften begangen werden könne. Da aber das Landgericht keine ausreichenden Feststellungen zum Vorsatz getroffen habe, hob der BGH die erstinstanzliche Verurteilung auf und verwies die Sache zur erneuten Verhandlung und Entscheidung an ein anderes Landgericht zurück. Das Landgericht Frankfurt am Main verurteilte den Amtsrichter dann am 25. April 2001 rechtskräftig zu einer zur Bewährung ausgesetzten Freiheitsstrafe von einem Jahr wegen Rechtsbeugung.[64]
- Urteil vom 4. September 2001 (Fall Schill):[65] Ein Amtsrichter hatte die Beschwerden von zwei Störern, die er in Ordnungshaft genommen hatte, zwei Tage nicht an das zuständige Rechtsmittelgericht weitergeleitet. Der BGH stellte fest, dass die zögerliche Bearbeitung einer Rechtssache innerhalb eines objektiv vertretbaren Zeitraums Rechtsbeugung sei, wenn der Richter mit seiner Verfahrensweise aus sachfremden Erwägungen gezielt zum Vorteil oder Nachteil einer Partei handele. Da aber das Landgericht keine genügenden Feststellungen zum Vorsatz getroffen habe, hob der BGH die erstinstanzliche Verurteilung auf und verwies die Sache an das Landgericht zurück. Im weiteren Verfahren wurde der Richter rechtskräftig freigesprochen.
- Beschluss vom 24. Juni 2009:[66] Ein Vormundschaftsrichter[67] hatte gegenüber in Pflegeheimen befindlichen Personen freiheitsentziehende Maßnahmen sowie die Verlängerung der Unterbringung genehmigt und dabei entgegen der ihm bekannten gesetzlichen Verpflichtung systematisch darauf verzichtet, die Betroffenen zuvor persönlich anzuhören und sich einen unmittelbaren Eindruck von ihnen zu verschaffen, um die Verfahren leichter und schneller entscheiden zu können und sich Arbeit zu ersparen. Um den Anschein ordnungsgemäß durchgeführter Anhörungen zu erwecken, erstellte er formularmäßig vorgefertigte Anhörungsprotokolle, die er zu den Verfahrensakten nahm. Das Landgericht Stuttgart[68] verurteilte den Richter wegen vollendeter Rechtsbeugung in 47 und versuchter Rechtsbeugung in sieben Fällen zu einer dreieinhalbjährigen Freiheitsstrafe. Der BGH begründete die Verwerfung der Revision damit, dass Rechtsbeugung auch durch den Verstoß gegen elementare Verfahrensvorschriften begangen werden kann. Die gesetzliche Anhörungspflicht in auf freiheitsentziehende Maßnahmen angelegten Verfahren sah der BGH als wesentlich an.
- Beschluss vom 5. August 2009:[69] Ein 57-jähriger Zivilrichter am Landgericht hatte einen befreundeten Handwerker bei der klageweisen Geltendmachung einer Forderung vor dem Amtsgericht unterstützt und für diesen Schriftsätze verfasst. Unter anderem schrieb er ein Ablehnungsgesuch gegen den zuständigen Richter am Amtsgericht. Nachdem ein anderer Amtsrichter das Ablehnungsgesuch zurückgewiesen hatte, verfasste der angeklagte Richter für den befreundeten Handwerker eine Sofortige Beschwerde gegen die Zurückweisung des Ablehnungsgesuchs. Am Landgericht wurde dem angeklagten Richter diese Beschwerde zur Entscheidung vorgelegt. Obwohl der Angeklagte sofort erkannte, dass er wegen seiner intensiven Vorbefassung mit der Angelegenheit diese Umstände hätte anzeigen müssen und von der weiteren Sachbearbeitung entbunden worden wäre, unterließ er die gebotene Selbstablehnung, entschied selbst in der Sache und gab der von ihm persönlich verfassten Beschwerde statt. Dabei war ihm bewusst, dass die Beschwerde ansonsten mit einer gewissen Wahrscheinlichkeit als unbegründet verworfen worden wäre. Dem Angeklagten kam es darauf an, seinem Bekannten im zivilrechtlichen Verfahren vor dem Amtsgericht durch eine „Auswechslung“ des Richters eine „zweite Chance“ zu geben. Das Landgericht Freiburg[70] verurteilte den Richter wegen Rechtsbeugung zu einer zur Bewährung ausgesetzten Freiheitsstrafe von 15 Monaten. Der BGH wies die Revision des angeklagten Richters als unbegründet zurück.
- Urteil vom 31. Mai 2012:[71] Ein als Strafrichter tätiger Richter auf Probe am Amtsgericht Eschwege hatte einen Angeklagten mit den Worten „Ich zeige Ihnen mal, wie Ihre Zukunft aussehen kann“ für 20 Sekunden in eine Gewahrsamszelle gesperrt, um den Angeklagten, dem exhibitionistische Handlungen vorgeworfen wurden, zu einem Geständnis zu veranlassen. Das Landgericht Kassel[72] hatte den Proberichter vom Vorwurf der Rechtsbeugung und der Aussageerpressung freigesprochen, weil der angeklagte Richter zwar prozessordnungswidrig gehandelt habe, ihm sei aber nicht nachzuweisen, dass er dem damaligen Angeklagten einen unrechtmäßigen Nachteil zufügen wollte. Denn der angeklagte Richter sei unwiderlegt davon ausgegangen, nach einem Einspruch gegen den Strafbefehl des damaligen Angeklagten nur noch über die Rechtsfolgen entscheiden zu müssen. Der BGH hob den Freispruch auf und wies die Sache an eine andere Strafkammer des Landgerichts Kassel zurück, da das Landgericht nicht aufgeklärt habe, ob der angeklagte Richter auch die Einwilligung des damaligen Angeklagten in eine Therapieauflage und einen Rechtsmittelverzicht herbeiführen wollte. Im weiteren Verfahren wurde der Richter wegen Rechtsbeugung und Aussageerpressung verurteilt.[73] Diese Verurteilung hob der BGH wiederum auf, da die Feststellungen des Landgerichts die Verurteilung wegen Aussageerpressung nicht tragen und nach den bisherigen Feststellungen die Annahme von Rechtsbeugung zweifelhaft sei[74].
- Urteil vom 11. April 2013:[75] Ein Richter war am Amtsgericht Eisenhüttenstadt als Strafrichter und Ermittlungsrichter eingesetzt. Er führte den Vorsitz in einem Schöffengerichtsverfahren gegen einen Nachlasspfleger, dem Untreue vorgeworfen wurde. Den Verteidiger des Nachlasspflegers verdächtigte er der Mittäterschaft und hatte daher vergeblich versucht, ihn ausschließen zu lassen. Während die Hauptverhandlung noch andauerte, wurde der Richter einem anderen Gericht zugewiesen, am Amtsgericht Eisenhüttenstadt war er ausschließlich noch für die Erledigung des Strafverfahrens gegen den Nachlasspfleger zuständig. An einem der folgenden Sitzungstage ließ der Richter den Verteidiger festnehmen, weil er eine vom Verteidiger als Beweismittel vorgelegte Urkunde für gefälscht hielt. Auf – vorher abgesprochenen – Antrag des Sitzungsvertreters der Staatsanwaltschaft erließ der Richter sodann Haftbefehle gegen den Verteidiger und die Ehefrau des Nachlasspflegers wegen des dringenden Tatverdachts der Geldwäsche. Der Staatsanwalt und der Richter wurden in der Folgezeit wegen Rechtsbeugung angeklagt, vom Landgericht aber (nach Aufhebung einer vorangegangenen Verurteilung durch den BGH aus formalen Gründen) freigesprochen. Den Freispruch des Richters hob der BGH auf. Zwar seien die Haftbefehle inhaltlich vertretbar gewesen, nach dem Geschäftsverteilungsplan des Gerichts war der Richter für den Erlass der Haftbefehle aber nicht zuständig. Das Landgericht habe nicht rechtsfehlerfrei ausgeschlossen, dass der Richter sich mit sachwidriger Motivation eine ihm nicht zukommende Zuständigkeit angemaßt habe, um eine Entscheidung zu erlassen, die der eigentlich zuständige Richter voraussichtlich nicht erlassen hätte. Den Freispruch des Staatsanwalts bestätigte der BGH demgegenüber, da nicht nachzuweisen sei, dass der Staatsanwalt gewusst habe, dass der angeklagte Richter keine Zuständigkeit als Ermittlungsrichter mehr hatte. Im weiteren Verfahren wurde der Richter rechtskräftig freigesprochen, weil kein Vorsatz hinsichtlich einer Rechtsbeugung nachzuweisen sei.[76]
- Urteil vom 18. Juli 2013:[77] Ein Vorsitzender Richter einer kleinen Strafkammer gab in mehreren Fällen Urteile, gegen die Revision eingelegt worden war, in nur unvollständiger Form in die Geschäftsstelle und ließ von der Geschäftsstelle einen Eingangsvermerk anbringen. Nach Ablauf der Urteilsabsetzungsfrist gemäß § 275 Abs. 1 Satz 2 StPO tauschte er heimlich in der Akte die unvollständigen Urteilsurkunden gegen vollständige aus. Er beließ lediglich das Titelblatt mit dem Eingangsstempel der Geschäftsstelle in der Akte und fertigte keinen Aktenvermerk über den Austausch der Urteilsurkunden an. Das Landgericht sprach den Richter vom Vorwurf der Rechtsbeugung und der Urkundenfälschung in mehreren Fällen frei. Der BGH beanstandete dies. Der Richter habe durch die Missachtung des § 275 Abs. 1 Satz 3 StPO in elementarer Weise gegen das Recht verstoßen, da er nicht nur in erheblichem Umfang Urteilsbestandteile ergänzt habe, als dies wegen Fristüberschreitung nicht mehr zulässig war, sondern durch sein heimliches Vorgehen eine Aufdeckung seiner Manipulation unmöglich gemacht habe. Hierdurch habe der Richter die prozessuale Situation der damaligen Revisionsführer verschlechtert, was ausreiche, um das Tatbestandsmerkmal „zum Nachteil einer Partei“ zu erfüllen. Denn ohne die Manipulationen des Richters hätten die damaligen Urteile schon auf die allgemeine Sachrüge hin aufgehoben werden müssen.
- Urteil vom 22. Januar 2014:[49] Ein Amtsrichter sprach in mehreren Bußgeldverfahren wegen Verkehrsordnungswidrigkeiten die Betroffenen durch Beschluss ohne Hauptverhandlung und ohne Beweisaufnahme frei, weil sich in der Akte kein Messprotokoll bzw. Eichschein befand. Der Richter sah hierin zu Unrecht ein Verfahrenshindernis und meinte, dass entgegen der Ansicht des Oberlandesgerichts, welches vorangegangene gleichartige Entscheidungen des Richters aufgehoben hatte, auch die Aufklärungspflicht des Gerichts die Beiziehung der vermissten Unterlagen nicht geboten habe. Das Landgericht hatte den Richter freigesprochen, weil zwar der objektive Tatbestand der Rechtsbeugung erfüllt sei, dem Richter aber kein Vorsatz nachzuweisen sei. Der BGH hob diesen Freispruch auf, weil das Landgericht bei der Prüfung des subjektiven Tatbestandes von unzutreffenden Voraussetzungen ausgegangen sei: Allein der Wunsch oder die Vorstellung des Richters, „gerecht“ zu handeln oder „das Richtige zu tun“, schließe eine Rechtsbeugung nicht aus. Die Kombination verschiedener, jeweils grob fehlerhafter Überlegungen hätte bei der Beweiswürdigung berücksichtigt werden müssen. Eine Verfassungsbeschwerde des Beschwerdeführers nahm die 2. Kammer des Zweiten Senats des Bundesverfassungsgerichts mit begründetem Beschluss vom 14. Juli 2016 nicht zur Entscheidung an.[78]
- Beschluss vom 14. September 2017:[79] Ein Staatsanwalt hatte in sechs Fällen Ermittlungsverfahren nur verzögert bearbeitet. In zwei Fällen führte dies zum Eintritt der Verfolgungsverjährung, in den übrigen Fällen wurde wegen der langen Verfahrensdauer vom Gericht eine mildere Strafe verhängt als sonst zu erwarten gewesen wäre. Der Staatsanwalt wurde deshalb vom Landgericht Freiburg wegen Rechtsbeugung in Tateinheit mit Strafvereitelung im Amt in sechs Fällen zu einer zur Bewährung ausgesetzten Gesamtfreiheitsstrafe von einem Jahr und vier Monaten verurteilt. Auf die Revision des Angeklagten hob der BGH die Verurteilung auf, soweit der Staatsanwalt in den Fällen verurteilt wurde, in welchen er das Verfahren nur verzögert hatte. In den Fällen, in welchen der Staatsanwalt die Verfahren hatte verjähren lassen, bestätigte der BGH den Schuldspruch (abgesehen von einer Verfahrensbeschränkung auf zwei tateinheitliche Fälle gemäß § 154a StPO bei dem einem der beiden Fälle, dort hatte das Landgericht drei tateinheitliche Fälle angenommen), hob aber den Strafausspruch ebenfalls auf, weil das Landgericht möglicherweise von einem zu großen Schuldumfang ausgegangen sei. Zur Begründung führte der BGH aus, dass eine Rechtsbeugung auch durch einen Verstoß gegen Verfahrensrecht begangen werden könne. Bei Verletzung des Verfahrensrechts durch Unterlassen sei der Tatbestand der Rechtsbeugung in der Regel aber nur dann erfüllt, wenn eine rechtlich eindeutig gebotene Handlung unterblieben ist. Dies sei in den Fällen gegeben gewesen, in denen der Staatsanwalt durch die Nichterhebung der Anklage den Eintritt der Verfolgungsverjährung herbeiführte. In den Fällen, in denen ein Verfahrensabschluss lediglich verzögert wurde, habe das Landgericht aber keinen elementaren Rechtsverstoß aufgezeigt. Die fallbezogene Benennung von Zeitpunkten, zu denen die Untätigkeit des Angeklagten „unter keinem rechtlichen wie tatsächlichen Gesichtspunkt mehr zu vertreten war“, reiche hierfür nicht aus. Insbesondere handele es sich bei dem Beschleunigungsgebot um einen unbestimmten Rechtsbegriff mit nur geringer Aussagekraft.
- Urteil vom 20. November 2024:[80] Ein Richter am Amtsgericht Weimar - Familiengericht - setzte per einstweiliger Anordnung unter Berufung auf eine Kindeswohlgefährdung die Schutzmaßnahmen infolge der COVID-19-Pandemie an zwei Schulen in Thüringen aus. Der Richter suchte dazu gezielt auf Facebook nach Familien, die bereit waren, ein entsprechendes Verfahren vor Gericht anzustrengen und die aufgrund ihres Familiennamens in seine richterliche Zuständigkeit fallen würden, um sich anschließend über seinen privaten E-Mail-Account mit den Familien auszutauschen, die Klageentwürfe der Familien zu überarbeiten und ihnen einen Rechtsbeistand sowie passende Sachverständige zu suchen. Das Landgericht Erfurt verurteilte den Richter wegen Rechtsbeugung zu einer Freiheitsstrafe von zwei Jahren, die zur Bewährung ausgesetzt wurde. Der BGH bestätigte das Urteil des Landgerichts und wies die Revision des Richters zurück. Die Verfahrensweise des Richters, der über einen von ihm selbst maßgeblich initiierten Antrag entschied und durch die Korrespondenz über seine private E-Mail-Adresse seine Beteiligung am Verfahren zu vertuschen versuchte, stelle einen elementaren Verfahrensverstoß dar, sodass es nicht mehr darauf ankommt, ob die Rechtsauffassung des Richters materiell-rechtlich vertretbar ist. Die Verfassungsbeschwerde des Richters nahm das Bundesverfassungsgericht mit Beschluss vom 5. Juni 2025 nicht zur Entscheidung an.[81]

## Aufarbeitung von NS-Justizverbrechen
Nach 1945 war die Tätigkeit von Richtern und Staatsanwälten in der Zeit des Nationalsozialismus wiederholt Gegenstand von Strafverfahren wegen Rechtsbeugung. In der Bundesrepublik Deutschland sind zwar etliche im sogenannten Dritten Reich tätige Richter wegen Rechtsbeugung angeklagt worden, es kam aber zu keiner einzigen rechtskräftigen Verurteilung mit alleiniger Ausnahme der Verurteilung im Regensburger-Standgerichts-Fall. Teilweise wurde den Richtern zugutegehalten, dass sich die Entscheidungen im Rahmen des damals gültigen Rechts bewegt hätten, teilweise wurden Freisprüche damit begründet, dass jedenfalls der Vorsatz der Rechtsbeugung nicht nachweisbar sei. Zudem wurden viele Verfahren wegen Verhandlungsunfähigkeit der beschuldigten Juristen vor rechtskräftigem Abschluss eingestellt.
Insoweit sind beispielhaft die folgenden Entscheidungen des BGH:
- Urteil vom 19. Juni 1956:[85] Gegenstand des Urteils waren zwei Standgerichtsverfahren gegen Personen aus dem Widerstand gegen Adolf Hitler wegen angeblichen Hoch-, Landes- und Kriegsverrats: In dem Verfahren eines SS-Standgerichts am 6. April 1945 im Konzentrationslager Sachsenhausen gegen Hans von Dohnanyi hatte der SS-Standartenführer Walter Huppenkothen als Anklagevertreter mitgewirkt. Hans von Dohnanyi war zum Tode verurteilt und sofort hingerichtet worden. Am 8. April 1945 hatte Walter Huppenkothen als Anklagevertreter an einem SS-Standgerichtsverfahren im Konzentrationslager Flossenbürg gegen Dietrich Bonhoeffer, Wilhelm Canaris, Hans Oster, Karl Sack und Ludwig Gehre mitgewirkt. Den Vorsitz hatte der SS-Richter Otto Thorbeck geführt. Alle Angeklagten waren zum Tode verurteilt und sofort hingerichtet worden. Das Landgericht Augsburg hatte Thorbeck zu vier Jahren Zuchthaus und Huppenkothen zu sieben Jahren Zuchthaus wegen Beihilfe zum Mord (Rechtsbeugung war nicht ausdrücklich geprüft worden) verurteilt. Auf die Revision der Angeklagten sprach der BGH den Angeklagten Thorbeck komplett frei, den Angeklagten Huppenkothen sprach der BGH im Fall Sachsenhausen ebenfalls frei. Den Freispruch begründete der BGH damit, dass nach dem Grundsatz In dubio pro reo trotz zahlreicher Verfahrensfehler (z. B. waren die Gerichte nicht zuständig und fehlerhaft besetzt, den Angeklagten wurde trotz drohender Todesstrafe kein Pflichtverteidiger bestellt) nicht nachgewiesen sei, dass es sich lediglich um Scheinverfahren zum Zwecke der Tötung gehandelt habe. Ausgangspunkt der Beurteilung sei vielmehr das „Recht des Staates auf Selbstbehauptung“. Lediglich bezüglich des Angeklagten Huppenkothen im Fall Flossenbürg bestätigte der BGH den Schuldspruch, da der Angeklagte Huppenkothen die Todesurteile ohne die vorgeschriebene Bestätigung durch den Gerichtsherrn vollstrecken ließ.
- Urteil vom 30. April 1968:[86] Der beim Volksgerichtshof als Beisitzer des Gerichtspräsidenten Roland Freisler eingesetzte Kammergerichtsrat Hans-Joachim Rehse war vom Landgericht Berlin wegen Beihilfe zum Mord und zum Mordversuch verurteilt worden, weil er mehreren vom Vorsitzenden vorgeschlagenen Todesurteilen des Volksgerichtshofs wegen Wehrkraftzersetzung zugestimmt hatte. Auf die Revisionen der Staatsanwaltschaft und des Angeklagten hob der BGH das Urteil auf und verwies die Sache an das Landgericht zurück: Der angeklagte Richter könne nicht als Gehilfe des Vorsitzenden angesehen werden und könne, wenn die von ihm mitgetragenen Urteile falsch waren, nur Täter eines Tötungsverbrechens sein. Das Landgericht habe aber nicht dargelegt, dass Rehse selbst aus niedrigen Beweggründen für die Todesstrafe gestimmt habe. Auch sei die vom Landgericht dem angeklagten Richter attestierte Rechtsblindheit und Verblendung nicht mit dem Vorsatz der Rechtsbeugung (die wegen der Sperrwirkung des Rechtsbeugungstatbestandes erfüllt sein musste, um eine Verurteilung wegen Mordes zu ermöglichen) zu vereinbaren. Im weiteren Verfahren wurde Rehse vom Landgericht Berlin freigesprochen, da der Tatbestand der Rechtsbeugung schon aus objektiven Gründen nicht erfüllt sei. Auch dem NS-Staat sei das Recht auf Selbstbehauptung nicht abzusprechen, weshalb die Verurteilung der damaligen Angeklagten wegen Wehrkraftzersetzung nicht zu beanstanden sei. Die Todesurteile seien unter dem Gesichtspunkt der „damals herrschenden Abschreckungstheorie“ vertretbar gewesen. Zudem sei Rehse nicht zu widerlegen, dass er aus eigener, freier Überzeugung entschieden habe.[87] Über die erneute Revision der Staatsanwaltschaft war nicht mehr zu entscheiden, da Rehse verstarb.
- Urteil vom 21. Juli 1970:[88] Zwei Beisitzer eines Sondergerichts waren vom Landgericht Nürnberg-Fürth wegen Totschlags (Rechtsbeugung war verjährt) verurteilt worden, weil sie im Jahr 1942 an der Verurteilung des Kaufmanns Leo Katzenberger wegen Rassenschande zum Tode mitgewirkt hatten, wobei der Sachverhalt im damaligen Urteil verfälscht festgestellt wurde und das Verfahren vom Vorsitzenden durch „besonders rüde, gehässige und zynische Verhandlungsführung“ als Schauprozess aufgezogen worden ist. (Der Vorsitzende des Sondergerichts war bereits im Nürnberger Juristenprozess wegen dieses und anderer Fälle zu lebenslanger Zuchthausstrafe verurteilt worden.) Auf die Revisionen der Staatsanwaltschaft und des Angeklagten hob der BGH das Urteil des Landgerichts auf: Einerseits habe das Landgericht sich nicht ausreichend damit auseinandergesetzt, ob das Mordmerkmal der niedrigen Beweggründe erfüllt sei. Andererseits habe das Landgericht nicht ausreichend begründet, weshalb es einen Rechtsbeugungsvorsatz als erwiesen angesehen habe. In der Folgezeit wurde das Verfahren wegen Verhandlungsunfähigkeit der angeklagten Richter eingestellt.

Die Aufarbeitung der NS-Justizverbrechen durch die bundesdeutsche Justiz gilt als gescheitert. Der Bundesgerichtshof bedauerte in einem Urteil aus dem Jahr 1995 selbst, dass auf Grund von „folgenschweren Versagens der bundesdeutschen Justiz“ NS-Richter nicht strafrechtlich zur Verantwortung gezogen worden sind.

## Aufarbeitung von DDR-Justizunrecht

### Allgemeines
Nach 1990 kam es zu zahlreichen Strafverfahren gegen DDR-Richter und DDR-Staatsanwälte wegen Rechtsbeugung. Wegen Eintritts der absoluten Verjährung sind die entsprechenden Verfahren allerdings inzwischen abgeschlossen.

#### Grundsätzliche Verfolgbarkeit von in der DDR begangenen Rechtsbeugungen
Der Bundesgerichtshof entschied bereits im Jahr 1993, dass Richter der DDR in der Bundesrepublik wegen Rechtsbeugung verurteilt werden können, da Rechtsbeugung auch in der DDR (gemäß § 244 StGB-DDR) strafbar war, an dessen Stelle die Vorschrift des bundesdeutschen Rechts über Rechtsbeugung getreten sei. Außer acht gelassen werden müsse, dass die entsprechenden Normen des bundesdeutschen StGB einerseits und des StGB der DDR andererseits vor der Herstellung der deutschen Einheit sich auf Tathandlungen aus unterschiedlichen Geltungsbereichen bezogen habe und die Vorschrift des bundesdeutschen StGB nur den Schutz der Rechtspflege der Bundesrepublik Deutschland erfasst. Es sei vielmehr zu prüfen, ob, wenn das bundesdeutsche StGB schon zur Tatzeit in der ehemaligen DDR gegolten hätte, das nach dem StGB-DDR strafbare Verhalten auch nach einer der DDR-Norm entsprechenden Norm des bundesdeutschen StGB strafbar gewesen wäre. Trotz tiefgreifender Unterschiede des Rechtssystems der Bundesrepublik einerseits und der DDR andererseits seien die mit dem Rechtsbeugungstatbestand geschützten Rechtsgüter in der Bundesrepublik und in der DDR nicht derart ungleich, dass eine Anwendung der bundesdeutschen Norm über Rechtsbeugung auf Taten in der DDR auszuscheiden hätte, da auch die Rechtsprechung in der DDR, unabhängig von ihrem politischen Bezug, auch dazu diente, ein geordnetes Zusammenleben der Menschen zu regeln. Eine Bestrafung sei auch weder durch in der DDR erlassene Amnestien noch durch Verfolgungsverjährung ausgeschlossen. Die Verjährung in der DDR habe wegen eines quasigesetzlichen Verfolgungshindernisses geruht, da es dem politischen Willen der Staatsführung der DDR entsprochen habe, die mit jenen Verfahren befassten Justizangehörigen deswegen nicht strafrechtlich zur Verantwortung zu ziehen. Das Bundesverfassungsgericht billigte diese Rechtsprechung als verfassungsgemäß, insbesondere liege weder ein Verstoß gegen das Rückwirkungsverbot (Art. 103 Abs. 2 GG) noch ein Verstoß gegen den Allgemeinen Gleichbehandlungsgrundsatz (Art. 3 Abs. 1 GG) vor.

#### Prüfungsmaßstab
Um einen Verstoß gegen das Rückwirkungsverbot (Art. 103 Abs. 2 GG) zu vermeiden, ist nach Ansicht des BGH die Bestrafung von DDR-Richtern wegen Rechtsbeugung, abgesehen von Einzelexzessen, auf Fälle zu beschränken, in denen die Rechtswidrigkeit der Entscheidung so offensichtlich war und insbesondere die Rechte anderer, hauptsächlich ihrer Menschenrechte, derart schwerwiegend verletzt worden sind, dass sich die Entscheidung als Willkürakt darstellt. Orientierungsmaßstab sei die offensichtliche Verletzung von Menschenrechten, wie sie die DDR durch ihren Beitritt zum Internationalen Pakt über bürgerliche und politische Rechte anerkannt habe.
Zwar hätten die Bestimmungen des politischen Strafrechts der DDR trotz ihrer Unvereinbarkeit mit den Menschenrechten noch nicht jenes Maß der Unerträglichkeit erreicht, welches im Sinne der Radbruchschen Formel zur Annahme der Unverbindlichkeit gesetzten Rechts führt. Solches müsse wegen des hohen Wertes der Rechtssicherheit auf extreme Ausnahmefälle beschränkt bleiben. Eine Strafbarkeit von Richtern und Staatsanwälten der DDR wegen Rechtsbeugung komme aber in folgenden Fällen in Betracht:
- Fälle, in denen Straftatbestände unter Überschreitung des Gesetzeswortlautes oder unter Ausnutzung ihrer Unbestimmtheit bei der Anwendung derart überdehnt worden sind, dass eine Bestrafung, zumal mit Freiheitsstrafe, als offensichtliches Unrecht anzusehen ist.
- Ferner Fälle, in denen die verhängte Strafe in einem unerträglichen Missverhältnis zu der abgeurteilten Handlung stand, so dass die Strafe, auch im Widerspruch zu den Vorschriften des DDR-Strafrechts, als grob ungerecht und schwerer Verstoß gegen die Menschenrechte erscheinen muss.
- Des Weiteren schwere Menschenrechtsverletzungen durch die Art und Weise der Durchführung von Verfahren, namentlich Strafverfahren, in denen die Strafverfolgung und die Bestrafung überhaupt nicht der Verwirklichung von Gerechtigkeit, sondern der Ausschaltung des politischen Gegners oder einer bestimmten sozialen Gruppe dienten.

Dabei betonte der Bundesgerichtshof, dass beim subjektiven Tatbestand nach dem insoweit anzuwendenden § 244 StGB der DDR der Nachweis des direkten Vorsatzes erforderlich sei. Angesichts der hohen objektiven Schranke für die Annahme von Rechtsbeugung in politischen Strafverfahren der DDR stehe aber in vielen krassen Fällen die Annahme des direkten Rechtsbeugungsvorsatzes außer Frage.

### Beispielfälle aus der Rechtsprechung des BGH
- Urteil vom 15. September 1995:[98] Die angeklagte Staatsanwältin hatte gegen eine DDR-Bürgerin einen Haftbefehl und nachfolgend eine Freiheitsstrafe von einem Jahr ohne Bewährung wegen „öffentlicher Herabwürdigung“ erwirkt, weil diese sich im Juli 1979 gegenüber einem westdeutschen Fernsehreporter in einem Spontaninterview kritisch über die Einführung von „Wertschecks“ zum Einkauf in Intershops geäußert hatte. Weiter hatte die Staatsanwältin im Januar 1982 einen Haftbefehl gegen ein 16-jähriges Mädchen wegen „öffentlicher Herabwürdigung“ erwirkt, weil diese etwa zehn Exemplare eines kritischen Flugblatts auf ihrer Schreibmaschine geschrieben und in Hausbriefkästen geworfen hatte. In einem weiteren Fall hatte die Staatsanwältin im Juli 1985 Anklage gegen einen DDR-Bürger wegen „Beeinträchtigung staatlicher Tätigkeit“ erhoben und hierbei einen Antrag auf Aufrechterhaltung der Untersuchungshaft gestellt. Der DDR-Bürger hatte im Mai 1985 an der Grenzübergangsstelle Chausseestraße in Berlin seinen Personalausweis vorgelegt und seine Ausreise nach Berlin (West) gefordert. In der Folgezeit wurde der DDR-Bürger zu einer Freiheitsstrafe ohne Bewährung verurteilt. Der BGH bestätigte in allen drei Fällen den Schuldspruch des Landgerichts wegen Rechtsbeugung in Tateinheit mit Freiheitsberaubung, da angesichts des Bagatellcharakters der Taten die Voraussetzungen für die Anordnung von Untersuchungshaft auch nach DDR-Recht nicht vorgelegen hätten.
- Urteil vom 16. November 1995:[99] Der angeklagte ehemalige Richter hatte als Beisitzer in einem Strafsenat des Obersten Gerichts der DDR im Jahr 1955 in zwei Fällen daran mitgewirkt, dass die Berufung von Angeklagten, die wegen „Boykotthetze“ zum Tode verurteilt worden waren, verworfen wurde. In beiden Fällen wurden die Angeklagten hingerichtet. Im Jahr 1956 wirkte er an einer erstinstanzlichen Verurteilung wegen „Boykotthetze“ von zwei Angeklagten zum Tode, einer Angeklagten zu lebenslangem Zuchthaus und eines weiteren Angeklagten zu acht Jahren Zuchthaus mit. In diesem Fall wurden die zum Tode verurteilten Angeklagten nicht hingerichtet. Das Landgericht Berlin hatte den angeklagten Richter zu einer Gesamtfreiheitsstrafe von drei Jahren und neun Monaten wegen Rechtsbeugung in drei Fällen, davon in zwei Fällen in Tateinheit mit Totschlag und in einem weiteren Fall mit versuchten Totschlag in zwei rechtlich zusammentreffenden Fällen verurteilt. Der BGH bestätigte diese Verurteilung: Zwar sei ein Schuldspruch wegen Boykotthetze trotz der rechtsstaatswidrigen Unbestimmtheit dieses Tatbestandes für sich alleine keine Rechtsbeugung. Es liege aber eine Rechtsbeugung in der Form grausamen und überharten Strafens vor. Auch zur damaligen Zeit sei eine Todesstrafe allenfalls zur Ahndung schwersten Unrechts und schwerster Schuld in Betracht gekommen.
- Urteil vom 10. Dezember 1998:[100] Der DDR-Regimekritiker Robert Havemann wurde im Jahr 1976 vom Kreisgericht Fürstenwalde zu Hausarrest verurteilt. Die Rechtsverordnung, auf die sich die Verurteilung stützte, sah jedoch lediglich die Möglichkeit vor, den Aufenthalt des Verurteilten an bestimmten Orten der DDR zu untersagen. Nachdem Havemanns Rechtsanwalt Götz Berger gegen dieses Urteil Berufung eingelegt hatte, wurde ihm die Zulassung zur Rechtsanwaltschaft entzogen, um ihn daran zu hindern, Havemann weiter zu vertreten. Havemanns Berufung wurde im Januar 1977 vom Bezirksgericht Frankfurt (Oder) verworfen. Im Jahr 1979 wurde Havemann vom Kreisgericht Fürstenwalde wegen angeblicher Devisenvergehen zu einer Geldstrafe verurteilt, weil er missliebige Bücher im Westen publiziert hatte. Auch in diesem Fall wurde die Berufung Havemanns vom Bezirksgericht Frankfurt (Oder) verworfen. Beide Verfahren liefen nach einem „Drehbuch“ des Ministeriums für Staatssicherheit ab. Der BGH hob den erstinstanzlichen Freispruch mehrerer beteiligter Richter und Staatsanwälte auf. Bei der Verurteilung zu einer Aufenthaltsbeschränkung sei der Gesetzeswortlaut willkürlich überdehnt worden. Zudem sei in beiden Fällen durch die Verfahrensgestaltung (die Verfahren waren Teil jahrzehntelanger Verfolgung Havemanns als politischen Gegner und dienten nicht der Verwirklichung von Gerechtigkeit, sondern der „Ausschaltung“ Havemanns, konkrete Einflussnahme des MfS bis hin zu klarer Vorwegnahme des Verfahrensergebnisses und zu genauen Terminsvorgaben, Behinderung der Verteidigung) das Verfahren rechtsbeugerisch gewesen.